# 浙必爾國家公園
32°54′4″N 9°9′25″E / 32.90111°N 9.15694°E
浙必爾國家公園是突尼西亞的國家公園，位於該國南部吉比利省，處於傑里德大鹽湖以南，成立於1994年，面積1,500平方公里，有耳廓狐、胡狼、蠻羊等野生動物棲息。